# Nepal na Letnich Igrzyskach Olimpijskich 1984
Reprezentacja Nepalu na Letnich Igrzyskach Olimpijskich 1984 liczyła dziesięciu zawodników. Nepal miał swoich przedstawicieli w 3 spośród 23 rozgrywanych dyscyplin. Zawodnicy nie zdobyli żadnego medalu. Chorążym Nepalu był Khadga Ranabhat, który nie brał udziału w dyscyplinach sportowych. Nie można jednoznacznie ustalić najmłodszego i najstarszego reprezentanta, ponieważ data urodzenia 4 zawodników jest nieznana. Dziewięciu zawodników debiutowało na igrzyskach.
Był to piąty start tej reprezentacji na igrzyskach olimpijskich. Najlepszym wynikiem, jaki osiągnęli reprezentanci tego kraju na Letnich Igrzyskach Olimpijskich 1984, była 14. pozycja, jaką Jagadish Pradhan zajął w rywalizacji sztangistów w kategorii wagowej do 56 kilogramów.

## Tło startu
Nepal ma niewielkie tradycje sportowe. Świadczy o tym fakt, że do igrzysk w Los Angeles w 1984 roku Nepalczycy nie zdobywali medali w najważniejszych imprezach międzynarodowych, takich jak igrzyska azjatyckie, czy igrzyska olimpijskie. Jednym ze sportowców, którzy zdobywali medale na międzynarodowej arenie, był Jit Bahadur Khatri Chhetri. Podczas mistrzostw Azji w lekkoatletyce w latach 1973 i 1975 zdobył on dwa brązowe medale w maratonie.
Narodowy Komitet Olimpijski powstał w 1962 roku, a Międzynarodowy Komitet Olimpijski zatwierdził go rok później podczas 60. sesji Międzynarodowego Komitetu Olimpijskiego odbywającej się w Baden-Baden w Niemczech Zachodnich. Nepal na letnich igrzyskach olimpijskich zadebiutował w 1964 roku. Do czasu startu w igrzyskach w Los Angeles nie zdobyli oni żadnego medalu olimpijskiego.

## Statystyki według dyscyplin
| Lp.     | Sport                | Mężczyźni | Kobiety |
| ------- | -------------------- | --------- | ------- |
| 1.      | Boks                 | 3         | 0       |
| 2.      | Lekkoatletyka        | 5         | 0       |
| 3.      | Podnoszenie ciężarów | 2         | 0       |
| Łącznie | Łącznie              | 10        | 0       |

## Boks
Nepal w boksie reprezentowało trzech zawodników. Każdy z nich wystartował w jednej konkurencji. Jeden zawodnik stoczył swój pojedynek 29 lipca, drugi 31 lipca, zaś trzeci 1 sierpnia.
Jako pierwszy podczas igrzysk w Los Angeles wystartował Dalbahadur Ranamagar, który wziął udział w rywalizacji pięściarzy w wadze lekkiej. W pierwszej rundzie zmierzył się z Ángelem Beltré z Dominikany, z którym przegrał na punkty (0–5), i tym samym odpadł z rywalizacji o medale, zajmując 33. miejsce. W wadze lekkiej najlepszy był Pernell Whitaker ze Stanów Zjednoczonych.
Jako drugi podczas igrzysk wystartował Prabin Tuladhar, który wziął udział w rywalizacji pięściarzy w wadze muszej. W pierwszej rundzie jego przeciwnikiem był Peter Ayesu z Malawi. Tuladhar przegrał na punkty (0–5), i tym samym zakończył swój udział w igrzyskach, zajmując 17. miejsce. Wygrał Steve McCrory ze Stanów Zjednoczonych.
Trzecim z Nepalczyków był Umesh Maskey, który wziął udział w rywalizacji pięściarzy w wadze lekkopółśredniej. W pierwszej rundzie miał wolny los. W drugiej jego przeciwnikiem był Ikhlef Ahmed Hadj Allah z Algierii. Maskey przegrał przez RSC w drugiej rundzie (w 1 minucie i 51 sekundzie), i tym samym odpadł z rywalizacji o medale, zajmując 17. miejsce. Wygrał Jerry Page ze Stanów Zjednoczonych.
Zawodnicy
- Dalbahadur Ranamagar
- Prabin Tuladhar
- Umesh Maskey

| Zawodnik             | Konkurencja          | 1/32             | 1/16                                      | 1/8              | Ćwierćfinał      | Półfinał         | Finał            | Finał   |
| Zawodnik             | Konkurencja          | Przeciwnik Wynik | Przeciwnik Wynik                          | Przeciwnik Wynik | Przeciwnik Wynik | Przeciwnik Wynik | Przeciwnik Wynik | Pozycja |
| -------------------- | -------------------- | ---------------- | ----------------------------------------- | ---------------- | ---------------- | ---------------- | ---------------- | ------- |
| Dalbahadur Ranamagar | waga lekka           | Ángel Beltré 0:5 | NQ                                        | NQ               | NQ               | NQ               | NQ               | 33.     |
| Prabin Tuladhar      | waga musza           | —                | Peter Ayesu 0:5                           | NQ               | NQ               | NQ               | NQ               | 17.     |
| Umesh Maskey         | waga lekkopółśrednia | BYE              | Ikhlef Ahmed Hadj Allah RSC (druga runda) | NQ               | NQ               | NQ               | NQ               | 17.     |

## Lekkoatletyka
Nepal w lekkoatletyce reprezentowało pięciu zawodników (wszyscy wystąpili w jednej konkurencji).
Jako pierwszy podczas igrzysk w Los Angeles wystartował Jodha Gurung, który wziął udział w rywalizacji średniodystansowców na 800 metrów. Gurung startował z ósmego toru w pierwszym biegu eliminacyjnym. Mimo iż wynikiem 1:56,72 ustanowił swój rekord życiowy, zajął ostatnie, 8. miejsce w swoim biegu eliminacyjnym, co w łącznej klasyfikacji dało mu 62. miejsce na 70 sklasyfikowanych zawodników (odpadł w eliminacjach). Zwycięzcą tej konkurencji został Joaquim Cruz z Brazylii.
Jako drugi wystartował Pushpa Raj Ojha, który startował w biegu na 400 metrów. Ojha startował z pierwszego toru w siódmym biegu eliminacyjnym. Z wynikiem 52,12 zajął ostatnie, 8. miejsce w swoim biegu eliminacyjnym, co w łącznej klasyfikacji dało mu 76. miejsce na 80 sklasyfikowanych zawodników (odpadł w eliminacjach). Zwycięzcą tej konkurencji został Alonzo Babers ze Stanów Zjednoczonych.
W maratonie wystąpiło trzech reprezentantów Nepalu – Baikuntha Manandhar, Arjun Pandit i Amiri Yadav.
Pierwszy z nich przybiegł na metę w czasie 2:22:51, i tym samym zakończył bieg na 46. miejscu. Pandit uzyskał czas 2:32:53 i został sklasyfikowany na 63. miejscu, zaś trzeci z Nepalczyków uzyskał czas 2:38:10 i ukończył maraton na 69. miejscu (78 zawodników ukończyło biegu zaś 29 nie dobiegło do mety). Zwycięzcą tej konkurencji został Portugalczyk Carlos Lopes.
Zawodnicy
- Jodha Gurung
- Pushpa Raj Ojha
- Baikuntha Manandhar
- Arjun Pandit
- Amiri Yadav

| Zawodnik            | Konkurencja        | Eliminacje | Eliminacje | Ćwierćfinał | Ćwierćfinał | Półfinał | Półfinał | Finał    | Finał   |
| Zawodnik            | Konkurencja        | Rezultat   | Miejsce    | Rezultat    | Miejsce     | Rezultat | Miejsce  | Rezultat | Miejsce |
| ------------------- | ------------------ | ---------- | ---------- | ----------- | ----------- | -------- | -------- | -------- | ------- |
| Jodha Gurung        | bieg na 800 metrów | 1:56,72    | 8.         | NQ          | NQ          | NQ       | NQ       | NQ       | 62.     |
| Pushpa Raj Ojha     | bieg na 400 metrów | 52,12      | 8.         | NQ          | NQ          | NQ       | NQ       | NQ       | 76.     |
| Baikuntha Manandhar | bieg maratoński    | —          | —          | —           | —           | —        | —        | 2:22:51  | 46.     |
| Arjun Pandit        | bieg maratoński    | —          | —          | —           | —           | —        | —        | 2:32:53  | 63.     |
| Amiri Yadav         | bieg maratoński    | —          | —          | —           | —           | —        | —        | 2:38:10  | 69.     |

## Podnoszenie ciężarów
Nepal w podnoszeniu ciężarów reprezentowało dwóch zawodników (każdy z nich wystartował w jednej konkurencji).
Jagadish Pradhan wystartował w kategorii do 56 kilogramów. W rwaniu dwie próby na 87,5 i 92,5 kilograma miał udane, natomiast próbę na 97,5 kilogramów spalił. Rwanie zakończył na 16. miejscu. W podrzucie pierwszą próbę na 110 kilogramów miał udaną, następną na 117,5 kilograma miał nieudaną, natomiast trzecią na 117,5 kilograma zaliczył. Podrzut zakończył na 15. miejscu, i z wynikiem 210 kilogramów w dwuboju zajął 14. miejsce wyprzedzając jednego sklasyfikowanego i pięciu niesklasyfikowanych zawodników. Zwycięzcą tej konkurencji został Wu Shude z Chin.
Kolejnym reprezentantem Nepalu był Surendra Hamal. Startował w kategorii do 67,5 kilograma. W rwaniu pierwszą próbę na 102,5 kilograma spalił, następną na 102,5 kilograma zaliczył, a trzecią na 107,5 kilograma spalił. Rwanie zakończył na 15. miejscu. W podrzucie pierwszą próbę na 132,5 kilograma miał udaną, natomiast następne dwie próby na 137,5 kilograma miał nieudane. Podrzut zakończył na 16. miejscu, i z wynikiem 235 kilogramów w dwuboju zajął 15. miejsce wyprzedzając jednego sklasyfikowanego i trzech niesklasyfikowanych zawodników. Zwycięzcą tej konkurencji został Yao Jingyuan z Chin.
Zawodnicy
- Jagadish Pradhan
- Surendra Hamal

| Zawodnik         | Konkurencja | Rwanie   | Rwanie  | Podrzut  | Podrzut | Razem  | Pozycja |
| Zawodnik         | Konkurencja | Wynik    | Pozycja | Wynik    | Pozycja | Razem  | Pozycja |
| ---------------- | ----------- | -------- | ------- | -------- | ------- | ------ | ------- |
| Jagadish Pradhan | - 56 kg     | 92,5 kg  | 16.     | 117,5 kg | 15.     | 210 kg | 14.     |
| Surendra Hamal   | - 67,5 kg   | 102,5 kg | 15.     | 132,5 kg | 16.     | 235 kg | 15.     |